# ذباب الحجر الشبيه بالصرصور
ذباب الحجر الشبيه بالصرصور أو فصيلة بيلتوبيرليدي (الاسم العلمي: Peltoperlidae)، فصيلة حشرات من رتبة مطويات الأجنحة. تتكون الفصيلة من 11 جنسًا و46 نوعًا معروفًا.